# Hundtungesläktet
Hundtungesläktet (Cynoglossum) är ett släkte i familjen strävbladiga växter, med cirka 75 arter, med utbredning i större delen av världen.

## Bildgalleri

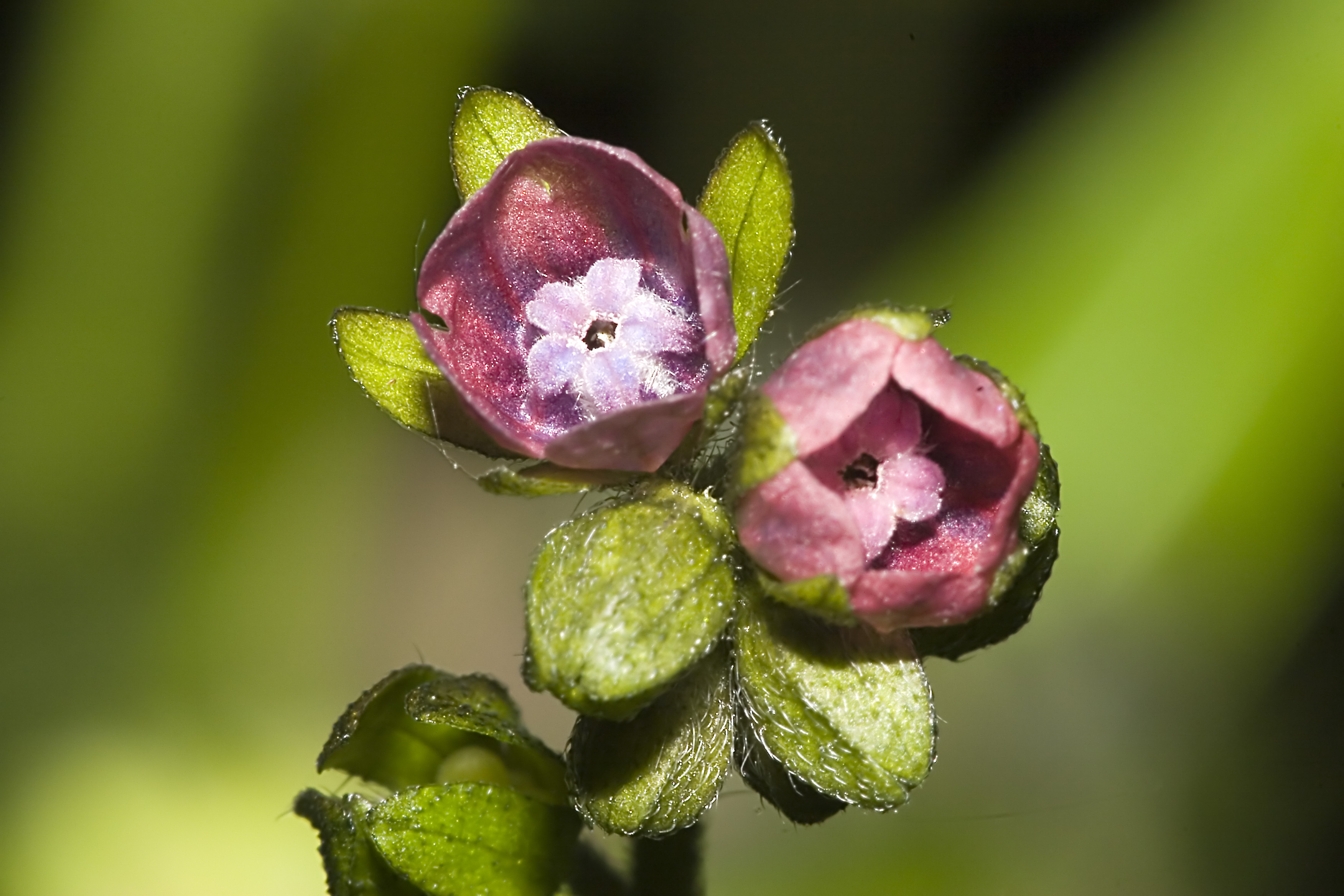
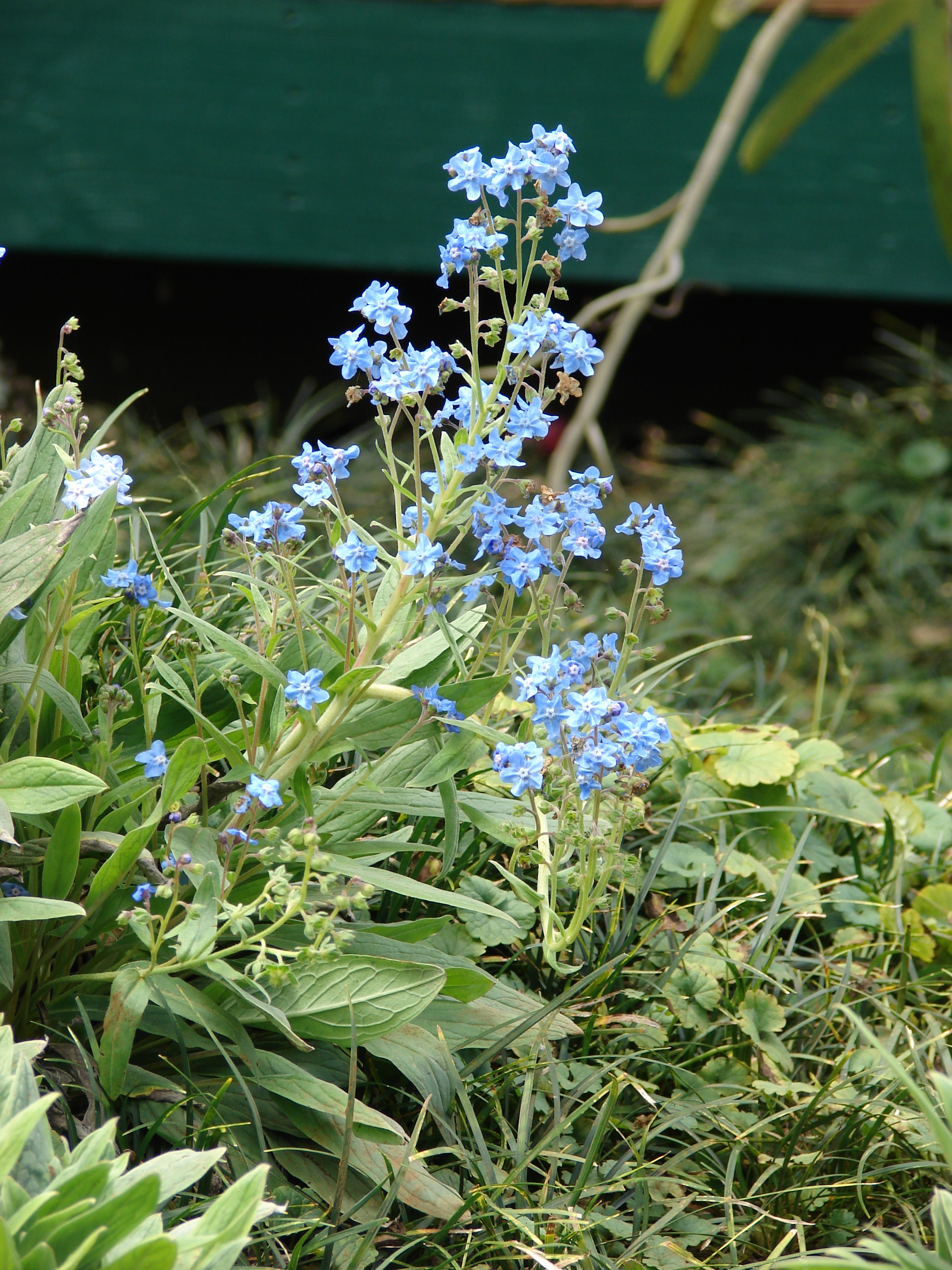
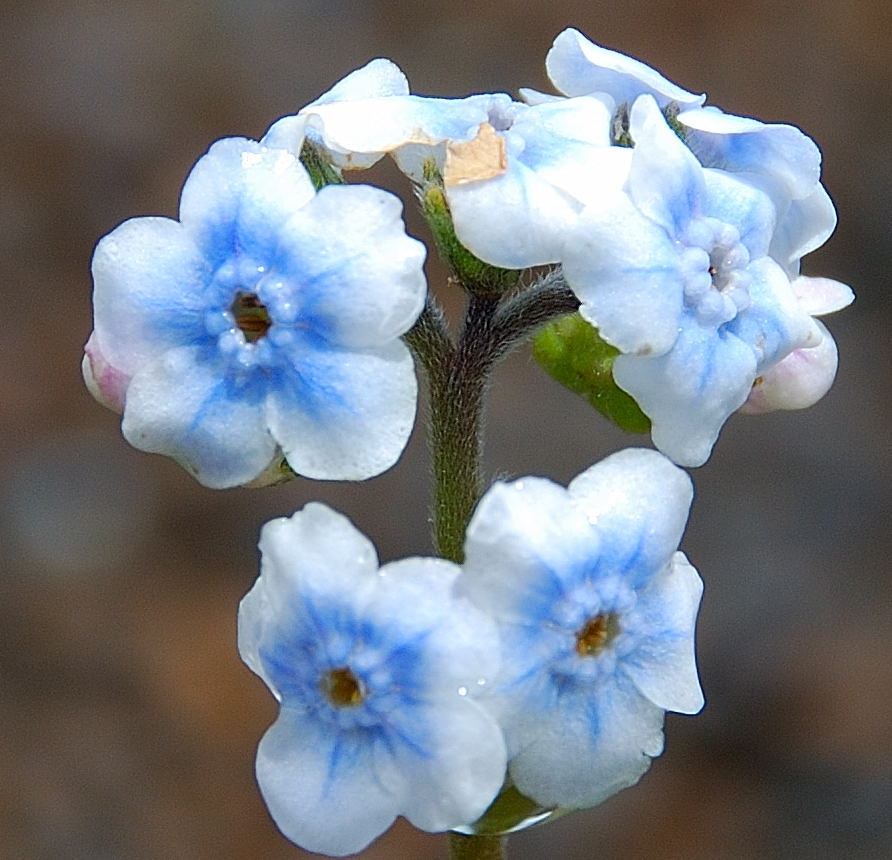
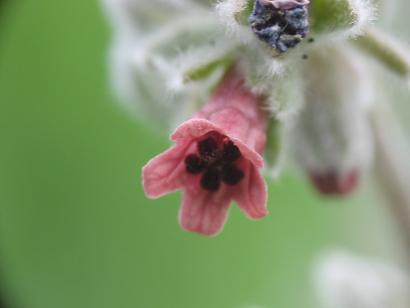
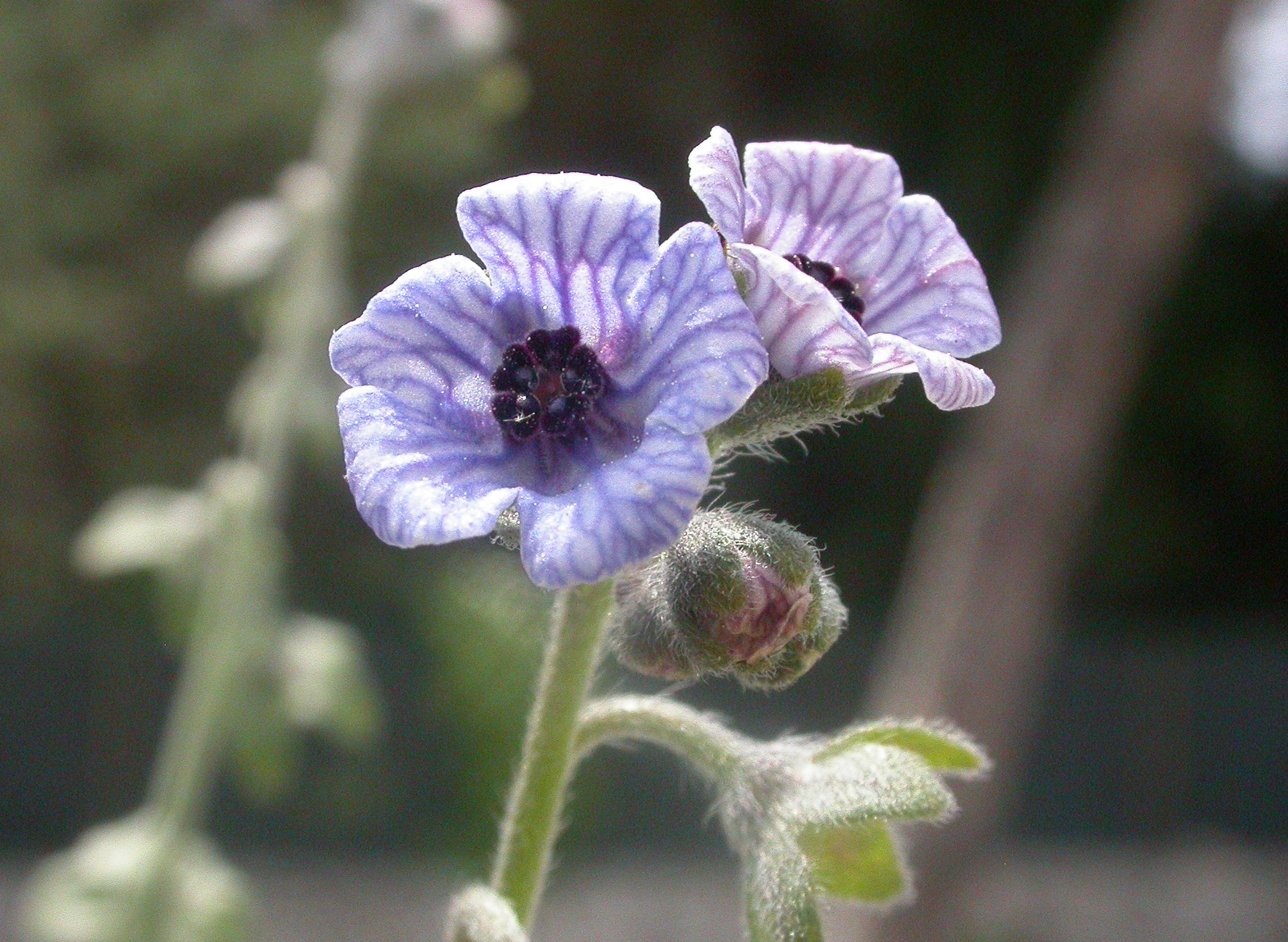
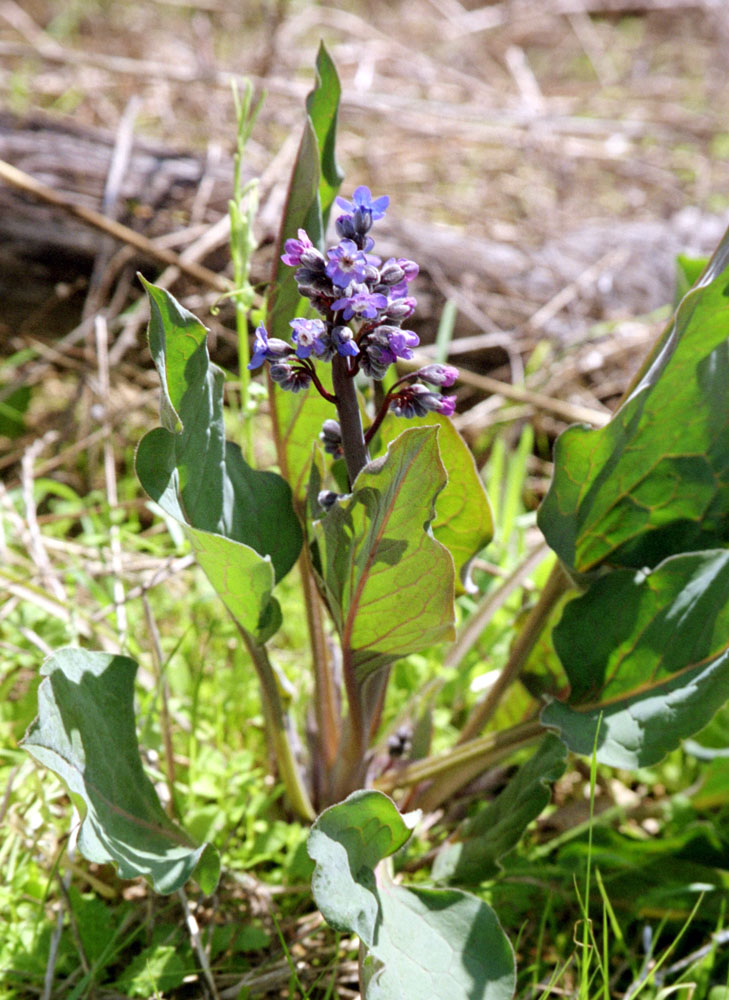

## Dottertaxa till Hundtungesläktet, i alfabetisk ordning[1]
- Cynoglossum aequinoctiale
- Cynoglossum alpestre
- Cynoglossum alpinum
- Cynoglossum alticola
- Cynoglossum amabile
- Cynoglossum amplifolium
- Cynoglossum asperrimum
- Cynoglossum australe
- Cynoglossum austroafricanum
- Cynoglossum baeticum
- Cynoglossum barbaricinum
- Cynoglossum birkinshawii
- Cynoglossum borbonicum
- Cynoglossum bottae
- Cynoglossum castaneum
- Cynoglossum castellanum
- Cynoglossum celebicum
- Cynoglossum cernuum
- Cynoglossum cheranganiense
- Cynoglossum clandestinum
- Cynoglossum coeruleum
- Cynoglossum columnae
- Cynoglossum creticum
- Cynoglossum densefoliatum
- Cynoglossum dioscoridis
- Cynoglossum divaricatum
- Cynoglossum formosanum
- Cynoglossum furcatum
- Cynoglossum gansuense
- Cynoglossum germanicum
- Cynoglossum glabellum
- Cynoglossum glochidiatum
- Cynoglossum grande
- Cynoglossum hanangense
- Cynoglossum hellwigii
- Cynoglossum henricksonii
- Cynoglossum hispidum
- Cynoglossum holosericeum
- Cynoglossum imeretinum
- Cynoglossum inyangense
- Cynoglossum javanicum
- Cynoglossum kandavanensis
- Cynoglossum karamojense
- Cynoglossum krasniqii
- Cynoglossum lanceolatum
- Cynoglossum leptostachyum
- Cynoglossum limense
- Cynoglossum lowryanum
- Cynoglossum macrocalycinum
- Cynoglossum macrolimbe
- Cynoglossum magellense
- Cynoglossum meeboldii
- Cynoglossum microglochin
- Cynoglossum monophlebium
- Cynoglossum montanum
- Cynoglossum nebrodense
- Cynoglossum novo-guineense
- Cynoglossum obtusicalyx
- Cynoglossum occidentale
- Cynoglossum officinale
- Cynoglossum paniculatum
- Cynoglossum papuanum
- Cynoglossum pustulatum
- Cynoglossum ritchiei
- Cynoglossum rochelia
- Cynoglossum rotatum
- Cynoglossum sabirense
- Cynoglossum semnanicum
- Cynoglossum spelaeum
- Cynoglossum sphacioticum
- Cynoglossum stewartii
- Cynoglossum suaveolens
- Cynoglossum timorense
- Cynoglossum trianaeum
- Cynoglossum triste
- Cynoglossum troodii
- Cynoglossum tsaratananense
- Cynoglossum ukaguruense
- Cynoglossum vanense
- Cynoglossum wildii
- Cynoglossum virginianum
- Cynoglossum viridiflorum
- Cynoglossum yemenense
- Cynoglossum zeylanicum